# Liste der Wappen im Landkreis Waldeck-Frankenberg
Diese Liste zeigt die Wappen der Städte und Gemeinden sowie Wappen von ehemals selbständigen Gemeinden und aufgelösten Landkreisen im Landkreis Waldeck-Frankenberg in Hessen. In dieser Liste werden die Wappen mit dem Gemeindelink angezeigt.

## Landkreis Waldeck-Frankenberg und Vorgängerkreise
| Landkreis           | Wappen | Kommentare |
| ------------------- | ------ | --- |
| Waldeck-Frankenberg |        | Genehmigt * 21. Juni 1974: „Der von Blau und Gold schräg links geteilte Schild zeigt oben den wachsenden von Silber und Rot gestreiften Löwen und unten den acht-strahligen Waldecker Stern.“                                                                            |
| Frankenberg         |        | Genehmigt durch das Hessische Staatsministerium am 21. September 1950: „In Blau auf goldenem Dreiberg einander zugewendet und stehend ein mehrfach von Silber und Rot geteilter Löwe und ein rot bewehrter goldener Löwe, die ein sechsspeichiges silbernes Rad halten.“ |
| Waldeck             |        | Genehmigt durch das Preußische Staatsministerium 1929: „In Gold ein achtstrahliger schwarzer Stern.“ |

## Städte und Gemeinden
| Stadt oder Gemeinde                 | Wappen | Kommentare |
| ----------------------------------- | ------ | --- |
| Gemeinde Allendorf (Eder)           |        | Genehmigt * am 11. April 1967: „In Blau zwei abgekehrte goldene Halbmonde über einem sechsstrahligen silbernen Stern.“ |
| Stadt Bad Arolsen (Bad seit 1997)   |        | Genehmigt am 2. Februar 1938 und erneut * am 30. März 1976: „In Silber eine bewurzelte grüne Eiche mit goldenen Eicheln, belegt mit einem goldenen Herzschild, der ein schwarzes A überhöht von einem oberhalben schwarzen Stern zeigt.“ |
| Stadt Bad Wildungen (Bad seit 1906) |        | Wappenführung in der heutigen Farbgebung seit dem 18. Jahrhundert: „In Schwarz ein achtstrahliger goldener Stern.“ |
| Stadt Battenberg (Eder)             |        | Wappenführung seit dem 13. Jahrhundert: „Schild gespalten von Schwarz und Silber.“ |
| Gemeinde Burgwald                   |        | Genehmigt * am 14. August 1981: „Das Wappen zeigt unter blauem Zinnenschildhaupt zu sieben Zinnen im von Silber und Grün im Tannenschnitt zu vier Spitzen mit je zwei Ästen geteilten Schild unten ein silbernes Johanniterkreuz.“ |
| Gemeinde Diemelsee                  |        | Genehmigt * am 8. Februar 1980: „Das Wappen zeigt im durch Wellenschnitt schräggeteilten Schild oben in Gold den achtstrahligen schwarzen Waldecker Stern, unten in Blau eine fünfblättrige silberne Rose mit goldenem Butzen und grünen Kelchblättern.“ |
| Stadt Diemelstadt                   |        | Genehmigt * am 11. Februar 1972: „In Rot über beiderseits ansteigender silberner Zinnenmauer mit offenem Tor zwischen zwei Zinnentürmen einhohes kreuzbekröntes silbernes Giebelhaus; die bogenfürmige goldene Nische belegt mit einem achtstrahligen schwarzen Stern.“ Zum 1. November 1970 schlossen die Stadt Rhoden und die Gemeinde Wrexen freiwillig zur neugebildeten Stadt Diemelstadt zusammen, die das Wappen in Rechtsnachfolge fortführt. |
| Gemeinde Edertal                    |        | Genehmigt * am 16. Februar 1976: „Das Wappen der Gemeinde Edertal zeigt im goldenen Feld über blauen Wellenschildfuß den achtstrahligen, schwarzen Waldecker Stern.“ |
| Stadt Frankenau                     |        | Wappen durch Siegelabdrücke seit dem 16. Jahrhundert belegt: „In Rot ein blau-bewehrter und -gezungter goldener Löwe.“ |
| Stadt Frankenberg (Eder)            |        | Wappen geht auf Siegelführung seit dem 13. Jahrhundert zurück: „Als Wappen führt die Stadt Frankenberg (Eder) in Blau einen aus goldenem Dreiberg hervorwachsenden, golden gekrönten und golden bewehrten, dreifach von Silber und Rot geteilten Löwen.“ |
| Stadt Gemünden (Wohra)              |        | Genehmigt ????: „In Silber ein rot bewehrter schwarzer Ziegenadler, die Fänge erhöht von je einem sechsstrahligen goldenen Stern.“ |
| Gemeinde Haina (Kloster)            |        | Genehmigt * am 21. September 1983: „Das Wappen der Gemeinde Haina (Kloster) zeigt im durch einen von Rot und Silber geschachten Schräglinksbalken geteilten Schild oben in Rot eine silberne, goldbesetzte Abtsmitra, unten in Silber einen grünen Eichenbruch mit drei Blättern und zwei Eicheln.“ |
| Stadt Hatzfeld (Eder)               |        | Wappen geht auf Siegelführung seit dem 13. Jahrhundert zurück: „In Silber über einer schwarzgefugten, roten Zinnenmauer mit offenem Tor eine blaubedachte Burg, beseitet von zwei blaubedachten roten Türmen, erhöht von einem goldenen Schildchen, darin ein schwarzer Maueranker.“ |
| Kreisstadt Korbach                  |        | Die Wappenfigur wurde bereits auf Siegeln aus dem 13. und 14. Jahrhundert gezeigt: „Geteilt von Blau und Gold, oben ein wachsender, hersehender Bischof im silbernen Ornat mit goldenem Besatz, Buch und Stab in den Händen haltend, unten ein unterhalber, schwarzer, achtstrahliger Stern (Waldecker Stern).“ |
| Stadt Lichtenfels (Hessen)          |        | Genehmigt * am 28. September 1973: „In Gold der schwarze achtstahlige Waldecker Stern, bewinkelt von acht roten Rosen mit silbernen Butzen.“ |
| Stadt Rosenthal (Hessen)            |        | Genehmigt * am 17. Mai 1983: „Das Wappen der Stadt Rosenthal zeigt im roten Schild, begleitet oben und unten zu beiden Seiten von je einer fünfblättrigen goldenen Rose mit blauem Butzen und grünen Kelchblättern.“ |
| Gemeinde Twistetal                  |        | Genehmigt * am 18. Mai 1982: „Das Wappen der Stadt Rosenthal zeigt im roten Schild, begleitet oben und unten zu beiden Seiten von je einer fünfblättrigen goldenen Rose mit blauem Butzen und grünen Kelchblättern.“ |
| Gemeinde Vöhl                       |        | Genehmigt * am 17. August 1977: „Das Wappen der Gemeinde Vöhl zeigt im silbernen Schild auf grünem Grund eine rote, blaubedachte Burg mit rechtsgestelltem Turm, davor im blauen Schild einen goldengekrönten und rotgezungten, von Silber und Rot geteilten Löwen.“ |
| Stadt Volkmarsen                    |        | Genehmigt ????: „Über silberner Quadermauer in Blau ein säulengetragener, fialenbesetzter silberner Doppelbogen, auf ihm in der Mitte und beiderseits je ein rot bedachtes Türmchen; in den Nischen die golden gekleideten und nimbierten Brustbilder des heiligen Petrus mit silbernem Schlüssel und des heiligen Paulus mit aufrechtem silbernen Schwert in der Rechten und rotem Buch in der Linken.“                                              |
| Stadt Waldeck                       |        | Genehmigt * am 9. Juni 1972: „In Gold ein sechsstrahliger schwarzer Stern, aufgelegt eine weiße Lilie.“ |
| Gemeinde Willingen (Upland)         |        | Genehmigt * am 30. Dezember 1968 und erneut* am 12. Juni 1974: „In Gold über einem siebenzackigen, grünen Tannenschnittfuß ein achtstrahliger schwarzer Stern, belegt mit einem sechsstrahligen weißen Schneekristall.“ |

### Ehemalige Städte und Gemeinden sowie historische Wappen
| Stadt oder Gemeinde      | Wappen | Kommentare |
| ------------------------ | ------ | --- |
| Gemeinde Bromskirchen    |        | Angenommen durch Beschluss der Gemeindevertretung am 20. Oktober 1982 und genehmigt * am 12. November 1982: „Das Wappen der Gemeinde Bromskirchen zeigt im von Schwarz und Silber gespaltenen Schilde vorne ein goldenes Schwert, dessen Griff kreuzförmig gestaltet ist, hinten ein schräggestelltes, von einem goldenen Balken überdecktes schwarzes Gitter.“ Die Gemeinde Bromskirchen wurde am 1. Januar 2023 in die Gemeinde Allendorf (Eder) eingemeindet.                               |
| Gemeinde Flechtdorf      |        | Genehmigt * am 8. Juli 1953: „In Schwarz eine goldene, zweitürmige Kirche.“ Zum 31. Dezember 1971 schlossen sich die bis dahin selbständigen Gemeinden Adorf, Benkhausen, Deisfeld, Flechtdorf, Giebringhausen, Heringhausen, Ottlar, Rhenegge, Schweinsbühl, Stormbruch, Sudeck, Vasbeck und Wirmighausen zur neugebildeten Gemeinde Diemelsee zusammen. |
| Stadt Freienhagen        |        | Genehmigt 1935: „In Gold zwischen zwei abgekehrten, rot gezungten grünen Drachenrümpfen ein gemauerter roter Sitz; darüber wachsend ein blau gerüsteter, barhäuptiger Ritter mit silbernem Schwert in der Rechten und einem goldenen Schild mit achtstrahligem schwarzen Stern in der Linken.“ Die Stadt Freienhagen wurde am 1. Januar 1974 kraft Landesgesetz als Stadtteil in die Stadt Waldeck eingemeindet.                                                                               |
| Gemeinde Fürstenberg     |        | Wappenführung seit dem 19. Jahrhundert: „In Silber aus einem unterhalben achtstrahligen schwarzen Stern wachsend ein Heiliger (hl. Johannes der Täufer) im Fellgewand, mit der Linken auf eine goldene Scheibe in der Rechten weisend, darin ein silbernes Osterlamm mit silberner Kreuzfahne.“ Fürstenberg wurde am 1. Oktober 1971 Teil der neuen Stadt Lichtenfels. |
| Gemeinde Helsen          |        | Genehmigt * am 29. Juni 1970: „In Rot ein nach rechts gewandter Hirschkopf mit zwölfendigem Geweih.“ Zum 10. Dezember 1970 schlossen sich die Stadt Arolson und die Gemeinde Helsen im Landkreis Waldeck zur neugebildeten Stadt „Arolsen“ zusammen, seit dem 22. Januar 1997 „Bad Arolsen“. |
| Stadt Landau/Waldeck     |        | Wappen geht auf Siegelführung seit dem 13. Jahrhundert zurück:: „In Gold inmitten einer runden roten Zinnenmauer mit offenem Tor und goldenem Fallgatter drei blau bedachte rote Türme, die mit je einem achtstrahligen schwarzen Stern besteckt sind.“ Die Stadt Landau/Waldeck wurde am 1. Januar 1974 in die Stadt Bad Arolsen eingemeindet. |
| Stadt Mengeringhausen    |        | Wappen geht auf Siegelführung seit dem 15. Jahrhundert zurück: „In Gold aus einem unterhalben, achtstrahligen schwarzen Stern wachsend ein blau gerüsteter, silbern nimbierter, blonder, silberner Heiliger (heiliger Georg) mit blauem Schwert in der Rechten und silbernem Schild mit durchgehendem roten Kreuz in der Linken.“ Die Stadt Mengeringhausen wurde am 1. Januar 1974 in die Stadt Bad Arolsen eingemeindet.                                                                     |
| Stadt Rhoden             |        | Wappen beruht auf Siegelführung seit der Zeit der Stadtgründung im 13./14. Jahrhundert: „Das Wappen zeigt im durch Wellenschnitt schräggeteilten Schild oben in Gold den achtstrahligen schwarzen Waldecker Stern, unten in Blau eine fünfblättrige silberne Rose mit goldenem Butzen und grünen Kelchblättern.“ Zum 1. November 1970 schlossen die Stadt Rhoden und die Gemeinde Wrexen freiwillig zur neugebildeten Stadt Diemelstadt zusammen, die das Wappen in Rechtsnachfolge fortführt. |
| Stadt Rosenthal (Hessen) |        | Wappen beruht auf Siegelführung seit dem 14. Jahrhundert: „In Rot ein sechsspeichiges silbernes Rad, oben besteckt mit drei goldenen Rosen mit blauen Butzen an beblätterten Stengeln.“ Zum 1. April 1972 schlossen die Stadt Rosenthal und die Gemeinden Roda und Willershausen zur neugebildeten Stadt Rosenthal zusammen, der am 17. Mai 1983 ein neues Wappen genehmigt wurde. |
| Stadt Sachsenberg        |        | Wappen beruht auf Siegelführung seit dem 14. Jahrhundert: „In Gold aus einem unterhalben achtstrahligen schwarzen Stern wachsend ein geflügelter, silbern nimbierter roter Stierrumpf.“ Zum 1. Oktober 1971 schlossen sich die zwei Städte Fürstenberg und Sachsenberg sowie die sechs Gemeinden Dalwigksthal, Goddelsheim, Immighausen, Münden, Neukirchen und Rhadern zur neugebildeten Stadt Lichtenfels zusammen.                                                                          |
| Stadt Sachsenhausen      |        | Wappen beruht auf Siegelführung seit dem 13. Jahrhundert: „In Blau ein silberngerüsteter Ritter, beidseits begleitet von je einer goldenen Lilie, in der Rechten ein silbernes Schwert, in der Linken ein goldener Schild, darin ein achtstrahliger schwarzer Stern.“ Zum 1. Oktober 1971 schlossen sich beiden Städte Sachsenhausen und Waldeck sowie die Gemeinden Alraft, Höringhausen, Netze und Nieder-Werbe zur neugebildeten Stadt Waldeck zusammen.                                    |
| Stadt Waldeck            |        | Wappen beruht auf Siegelführung seit dem 13. Jahrhundert, zeigt aber zur Unterscheidung des Wappens des Landesherrn seit dem 19. Jahrhundert ein gemindertes Wappen mit nur sechs Strahlen: „In Gold ein sechsstrahliger schwarzer Stern.“ Zum 1. Oktober 1971 schlossen sich beiden Städte Sachsenhausen und Waldeck sowie die Gemeinden Alraft, Höringhausen, Netze und Nieder-Werbe zur neugebildeten Stadt Waldeck zusammen.                                                               |